# Коронавірусна хвороба 2019 на Сен-Бартельмі
Епідемія коронавірусної хвороби 2019 на Сен-Бартельмі — це поширення пандемії коронавірусної хвороби 2019 на територію Сен-Бартельмі. Перший випадок хвороби у цій заморській спільноті Франції зареєстровано 1 березня 2020 року. Останній випадок першого етапу епідемії на острові зареєстрований 31 березня 2020 року. 21 квітня останній з цих випадків одужав. У період з 18 по 24 липня 2020 року на острів завезений новий випадок хвороби.

## Передумови
Сен-Бартельмі — невеликий острів з населенням 9793 осіб. На острові є невелика лікарня (Hôpital de Bruyn), проте тестування на COVID-19 та спеціалізована медична допомога повинні проводитись на Гваделупі. У заморських володіннях Франції всю повноту влади на території має префект. Безпосередньо на острові тестування на коронавірус могло розпочатись на початку травня 2020 року. Тогочасним префектом Сен-Бартельмі та Сен-Мартена є Сільві Фуше.

## Хронологія

### Березень 2020 року
1 березня у жителя Сен-Бартельмі виявили коронавірусну хворобу. У його батьків на острові Сен-Мартен також підтверджено позитивний результат тесту на коронавірус. Усі ці 3 випадки COVID-19 були підтверджені лабораторією Інституту Пастера на Гваделупі, яка проводить тести на коронавірус. Ці випадки зареєстровані в мешканця Сент-Бартельмі та його батьків, які приїхали в гості. Хворий з Сент-Бартельмі лікувався вдома під щоденним наглядом, тоді як його батьків ізолювали в лікарні Луї-Константа Флемінга на Сен-Мартені. Пара приїхала з Парижа відвідати свого сина, який живе на Сен-Бартельмі.
15 березня було введено карантинні заходи з обмеженням прогулянок та забороною купання. На цей день загалом зареєстровано 6 хворих (3 чоловіки та 3 жінки). У всіх них хвороба перебігала в легкій формі, що не потребувала госпіталізації.
24 березня на острові посилені карантинні заходи, дозволено виходити з дому лише у життєво важливих справах, закриті ринки, заборонені усі громадські заходи; заклади, діяльність яких не є життєво важливою, були закриті.

### Квітень 2020 року
16 квітня, після двох тижнів відсутності нових випадків хвороби, знову дозволено купання на пляжах острова.
21 квітня останній випадок з першої хвилі COVID-19 офіційно оголошений здоровим.
Станом на 23 квітня Інститут Пастера на Гваделупі обробив 84 тести з Сен-Бартельмі. Спеціальний моніторинг проводився в будинках для пенсіонерів, проте жодних нових випадків хвороби на острові не зареєстровано.
24 квітня авіакомпанія «Air Caraïbes» оголосила про відновлення польотів між Сен-Мартеном (аеропортом Гранд-Кейс-Есперанс, а не міжнародним аеропортом імені принцеси Юліани), Сен-Бартельмі та Гваделупою.
30 квітня президент спільноти Сен-Бартельмі Бруно Маграс повідомив, що заклади сфер культури та обслуговування, включно школи, ресторани, бари, спортивні та культурні заклади будуть відкриті 11 травня.

### Травень 2020 року
2 травня повідомлено про прибуття на острів обладнання для тестування на коронавірус безпосередньо на острові, на якому можна проводити до 16 тестів на годину, що дозволяє підготуватися до нового спалаху хвороби. На проведення тестування на острові з квітня було виділено 2 мільйони євро.
9 травня не прийнято поправку Мішеля Маграса, сенатора від Сен-Бартельмі, щодо обмеження карантину для осіб, які вже перехворіли коронавірусною хворобою, з метою відновлення туристичної галузі.

## Заходи боротьби з поширенням хвороби
Закриті аеропорт і порт на острові. Рух внутрішнього транспорту знову дозволений з 24 квітня 2020 року.
Закриті всі ресторани та бари, всі школи, заборонено проведення громадських заходів до 11 травня 2020 року, коли президент острова Бруно Маграс дав дозвіл на їх відкриття.
Усі заклади, діяльність яких не є життєво важливою, були закриті.
Заборонено виходити з дому, окрім невідкладних випадків.
Обмеження відвідування пляжу та купання були скасовано з 16 квітня 2020 року.
З 11 травня 2020 року школи, підприємства, ресторани, бари знову можуть працювати, але з дотриманням соціального дистанціювання.